# Международный день пожилых людей

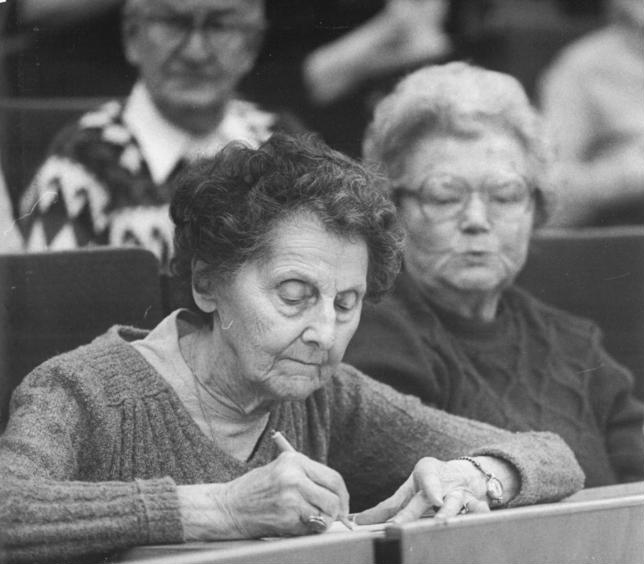
Пожилые студенты в
Лейпцигском университете

Международный день пожилых людей (международный день престарелых) (на других официальных языках ООН: англ. International Day of Older Persons, араб. اليوم الدولي للمسنين, ‎исп. Día Internacional de las Personas de Edad, кит. 国际老年人日, фр. Journée internationale pour les personnes âgées
) — отмечается 1 октября начиная с 1991 года. Был провозглашён на 45-й сессии Генеральной Ассамблеи ООН (Резолюция № A/RES/45/106 от 14 декабря 1990 года) под названием международный день престарелых. В дальнейшем в русскоязычных документах ООН было принято название Международный день пожилых людей.
В резолюции отмечается снижение взносов в Целевой фонд по проблемам старения ООН, признаётся стремительность старения населения мира, признаётся, что пожилые люди способны внести существенный вклад в процесс развития.
Генеральная Ассамблея призвала правительства и неправительственные организации делать взносы в Целевой фонд по проблемам старения.
1 октября проходят различные фестивали, организуемые ассоциациями в защиту прав пожилых людей, конференции и конгрессы, посвященные их правам и их роли в обществе. Общественные организации и фонды устраивают в этот день различные благотворительные акции.

## Ежегодные темы Международного дня пожилых людей
- 2024 — «Достойное старение: важность укрепления систем предоставления ухода и поддержки пожилым людям во всем мире»
- 2023 — «Выполнение Всеобщей декларации прав человека для пожилых людей – Сквозь поколения»;
- 2022 — «Жизнестойкость пожилых людей в меняющемся мире»;
- 2021 — «Цифровое равенство для всех возрастов»;
- 2020 — «Меняют ли пандемии наш подход к старению?»;
- 2019 — «Путешествие к возрастному равенству»;
- 2018 — «Вспомним величайших защитников прав человека»;
- 2017 — «Вход в будущее: использование таланта, вклада и участия пожилых людей»;
- 2016 — «Повышение осведомленности о дискриминации в отношении пожилых людей»;
- 2015 — «Устойчивость и открытость городов для пожилых людей»;
- 2014 — «Никого не оставлять позади»;
- 2013 — «Будущее, которого мы хотим: о чём говорят пожилые люди»;
- 2012 — «Долголетие: формирование будущего»;
- 2011 — «Мадрид +10: расширение возможностей и проблем, связанных со старением на глобальном уровне»;
- 2010 — «Пожилые люди и достижение Целей развития тысячелетия»;
- 2009 — «Общество для людей всех возрастов»;
- 2008 — «Права пожилых людей»;
- 2007 — «Решение проблем и реализация возможностей, связанных со старением»;
- 2006 — «Повышение качества жизни пожилых людей: содействие реализации глобальных стратегий Организации Объединённых Наций»;
- 2005 — «Проблемы старения в новом тысячелетии: в центре внимания бедность, пожилые женщины и развитие»;
- 2004 — «Пожилые люди в обществе, основанном на взаимодействии поколений»;
- 2003 — «Популяризация проблемы старения: укрепление связей между Мадридским международным планом действий по проблемам старения и целями в области развития, сформулированными в Декларации тысячелетия»;
- 2002 — «Решение проблем старения: какие меры могут быть приняты сегодня?».

## Россия
В России в 1992 г. принято специальное постановление президиума Верховного Совета «О проблемах пожилых людей», в котором на основе значимости рекомендаций ООН 1 октября объявлено Днём пожилых людей. В этом постановлении правительству предложено проводить приуроченные к Международному дню пожилых людей специальные мероприятия, для координации которых постановлено организовать специальную комиссию.

## Восприятие

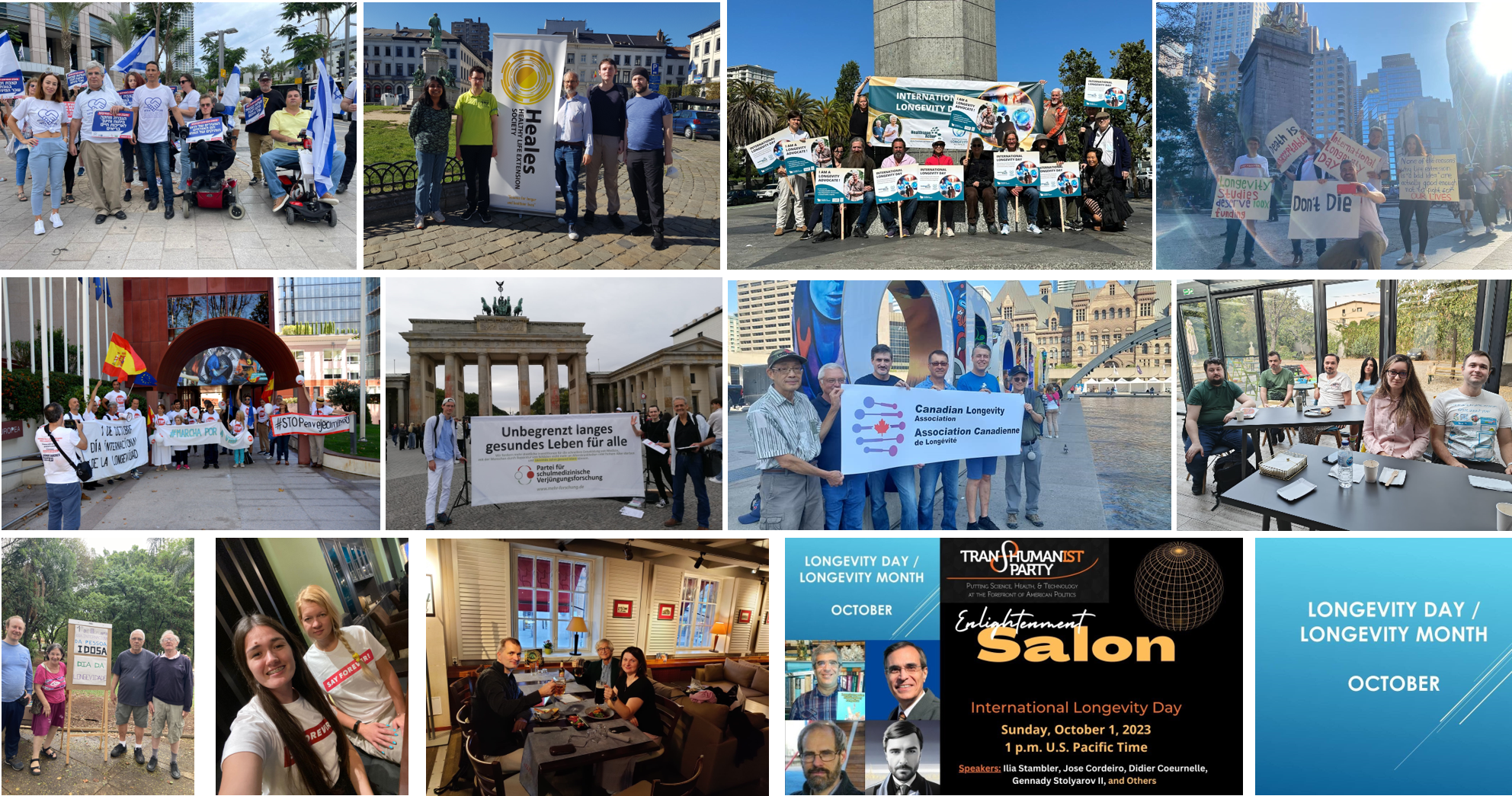
Серия мероприятий, посвящённых Дню долголетия в различных странах в 2023 году

Существует инициатива отмечать 1 октября как Международный день долголетия с целью привлечь внимание к старению как к медицинской проблеме, требующей в первую очередь биомедицинских методов решения.
В этот день, 1 октября 1924 года родился самый старый президент США в истории - Джимми Картер, возраст которого перевалил рубеж 100 лет.